# Pasturago
Pasturago è una frazione del comune italiano di Vernate posta ad est del centro abitato, verso Binasco. Costituì un comune autonomo fino al 1870.

## Storia
Pasturago era un piccolo centro abitato del milanese di antica origine, e confinava con Conigo a nord, Binasco e Casarile ad est, Soncino a sud, e Vernate, Coazzano e Rosate ad ovest. Nel 1396 Gian Galeazzo donò alla Certosa di Pavia vasti fondi agricoli a Pasturago. Nel 1540 fu infeudata con Binasco prima ai Mendoza e poi ai Biumi. Al censimento del 1751 la località fece registrare 225 residenti, e risultava sede di parrocchia.
In età napoleonica, nel 1805, la popolazione era salita a 290 unità, ma nel 1809 il Comune di Pasturago fu soppresso ed annesso a Binasco, recuperando comunque l'autonomia nel 1816 in seguito all'istituzione del Regno Lombardo-Veneto, seppur venendo spostato in Provincia di Pavia.
L'abitato conobbe una leggera crescita tipica di un villaggio agricolo, facendo registrare 312 anime nel 1853, salì a 648 nel 1859, anno in cui i Savoia lo riportarono in Provincia di Milano. Il municipio fu definitivamente soppresso il 9 giugno 1870 su decreto di Vittorio Emanuele II, venendo annesso coi suoi 336 abitanti a Vernate.

## Monumenti e luoghi d’interesse

### Architetture religiose
La Chiesa di Santa Cosma e Damiano è sede di una parrocchia pluri-centenaria. 